# Audun Rusten

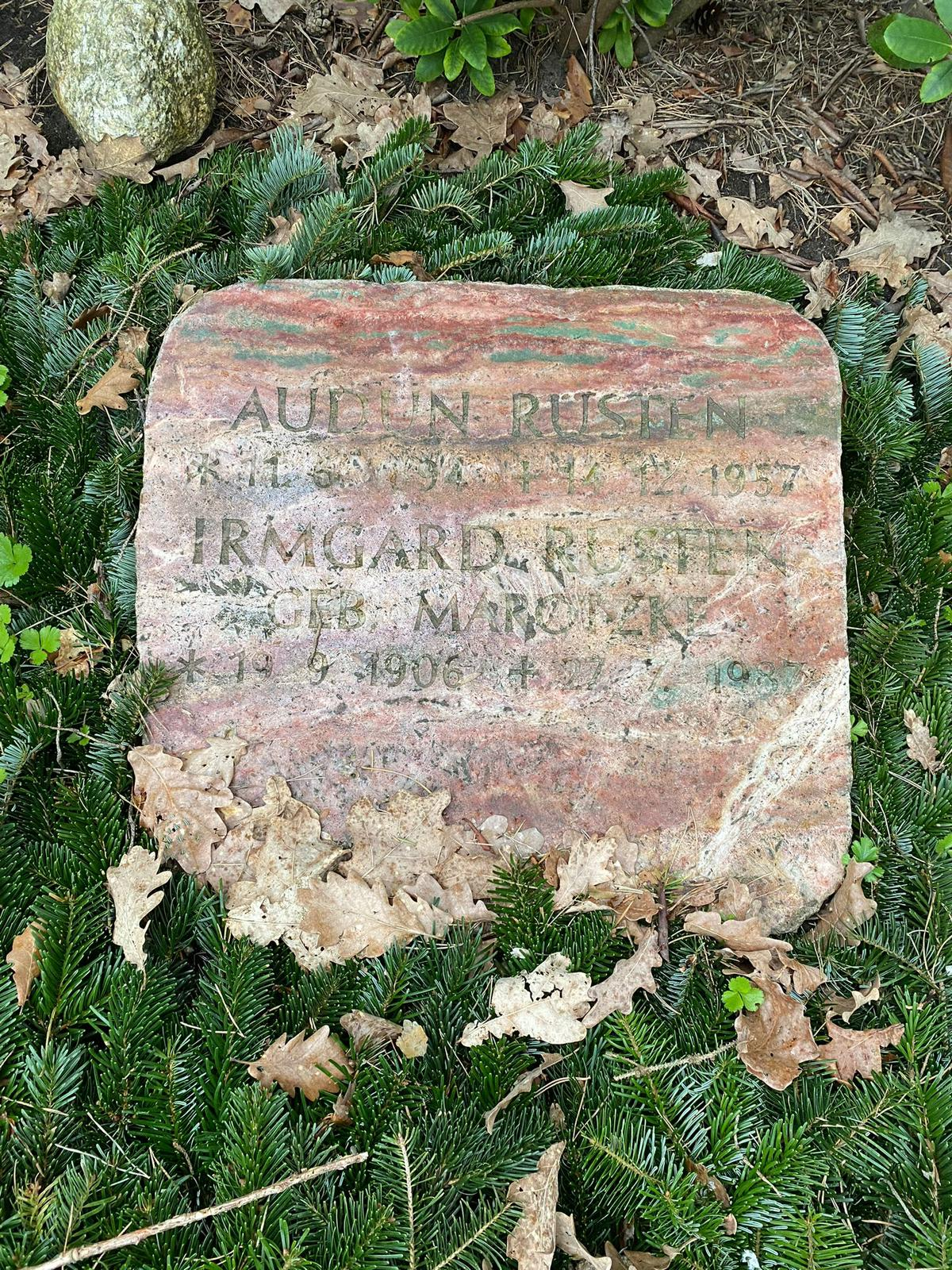
Grabstätte auf dem Waldfriedhof Dahlem

Audun Rusten (* 11. Juni 1894 in Bergen; † 14. Dezember 1957) war ein norwegischer Schwimmer.

## Leben
Rusten war Mitglied des Bergener Schwimmvereins BSC 1908 und im Jahr 1912 bei den Olympischen Sommerspielen in Stockholm einziger Brustschwimmer im fünfköpfigen norwegischen Schwimmteam. Im Wettbewerb über 200 Meter Brust blieb er wegen Disqualifikation im Vorlauf ohne Ergebnis.
Audun Rusten verstarb im Alter von 63 Jahren und wurde auf dem Berliner Waldfriedhof Dahlem (Feld 005-70) beigesetzt. 